# Palagonite

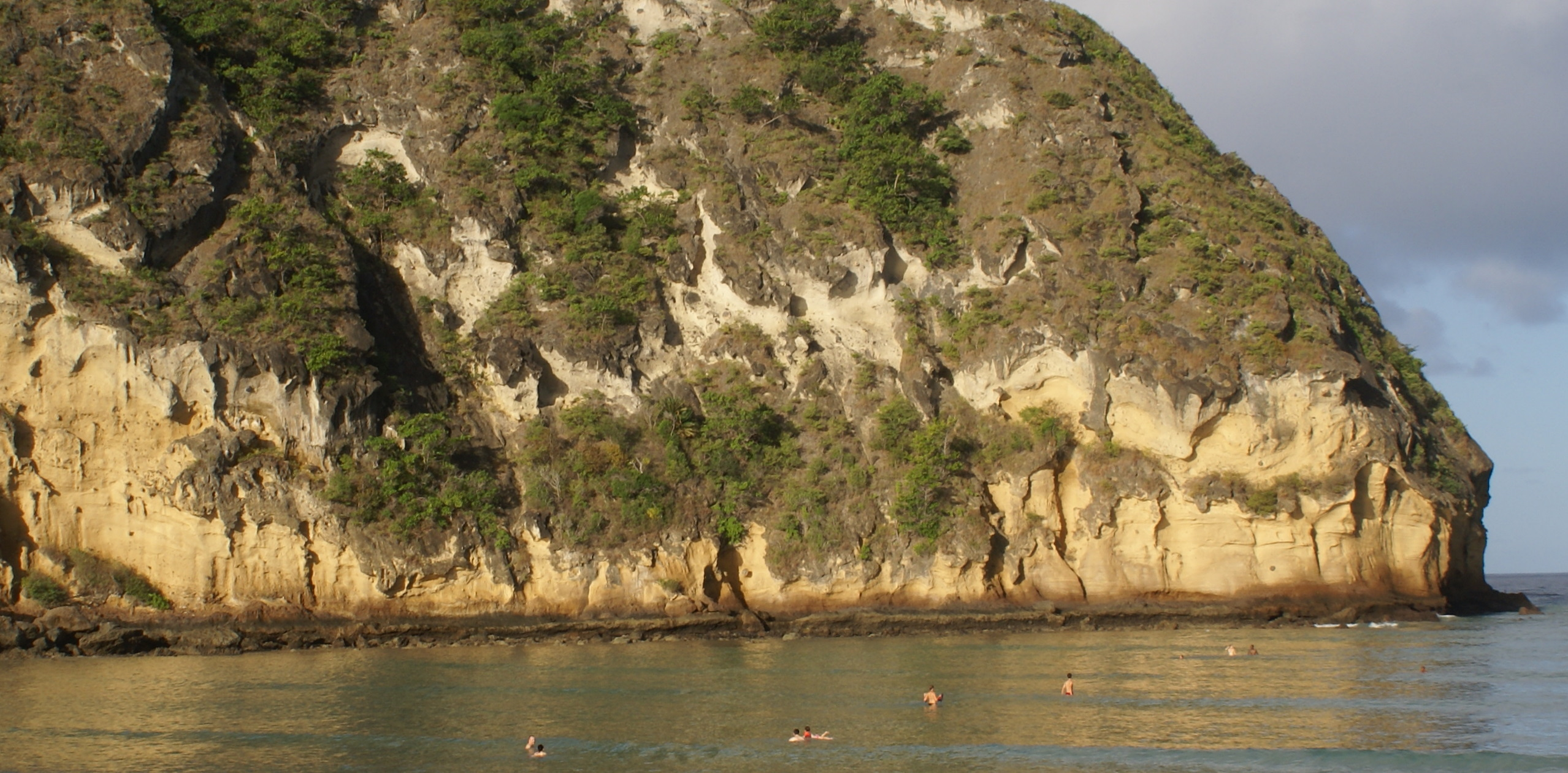
Les plages de Moya, au nord-est de Petite-Terre à Mayotte, sont bordées de falaises à palagonite qui témoignent d'un volcanisme qui s'est manifesté à la surface de l'océan.

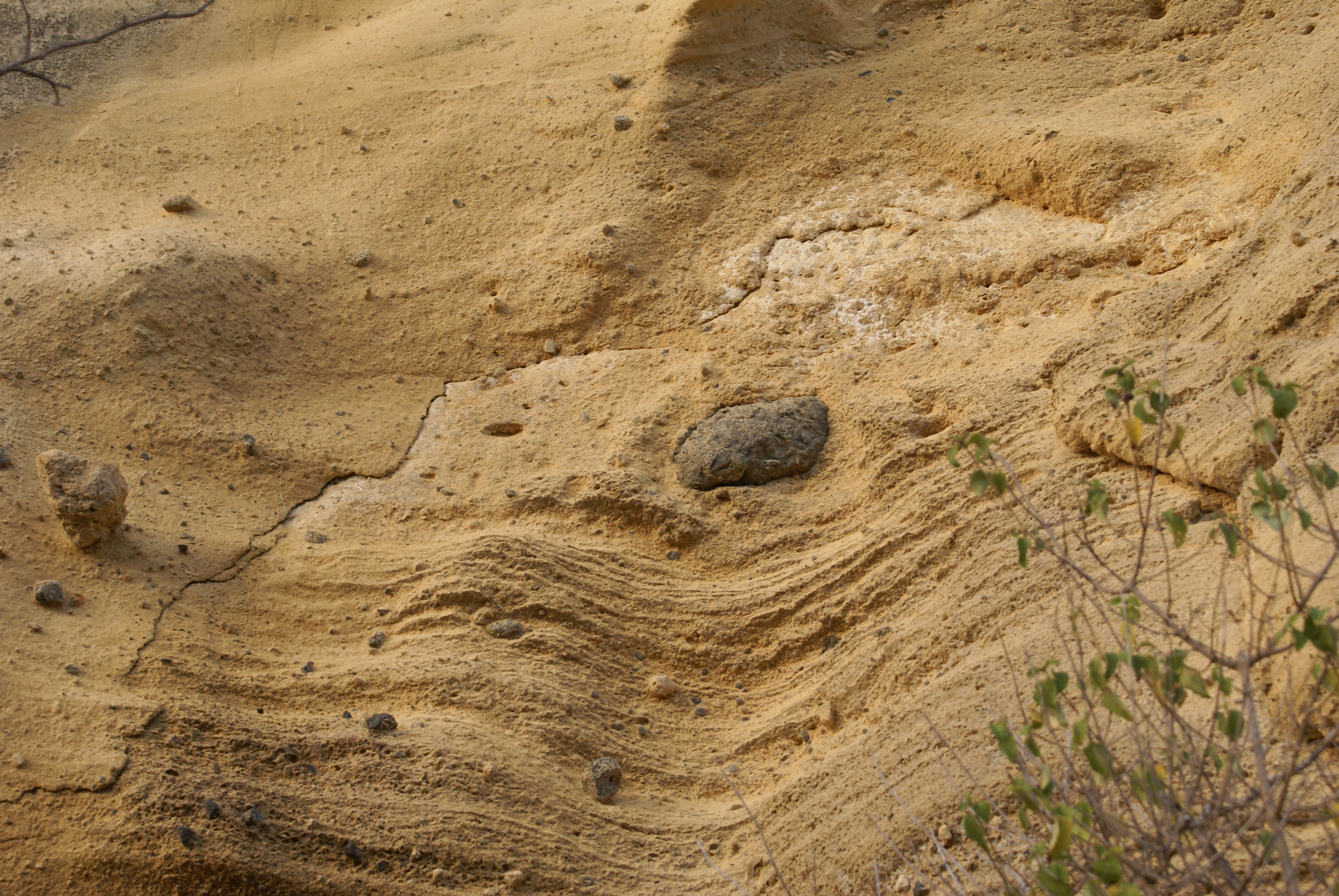
Le détail des falaises à palagonite de Moya révèle la superposition des couches de retombées et l'inclusion de morceaux de basalte et de corail arrachés par les explosions.

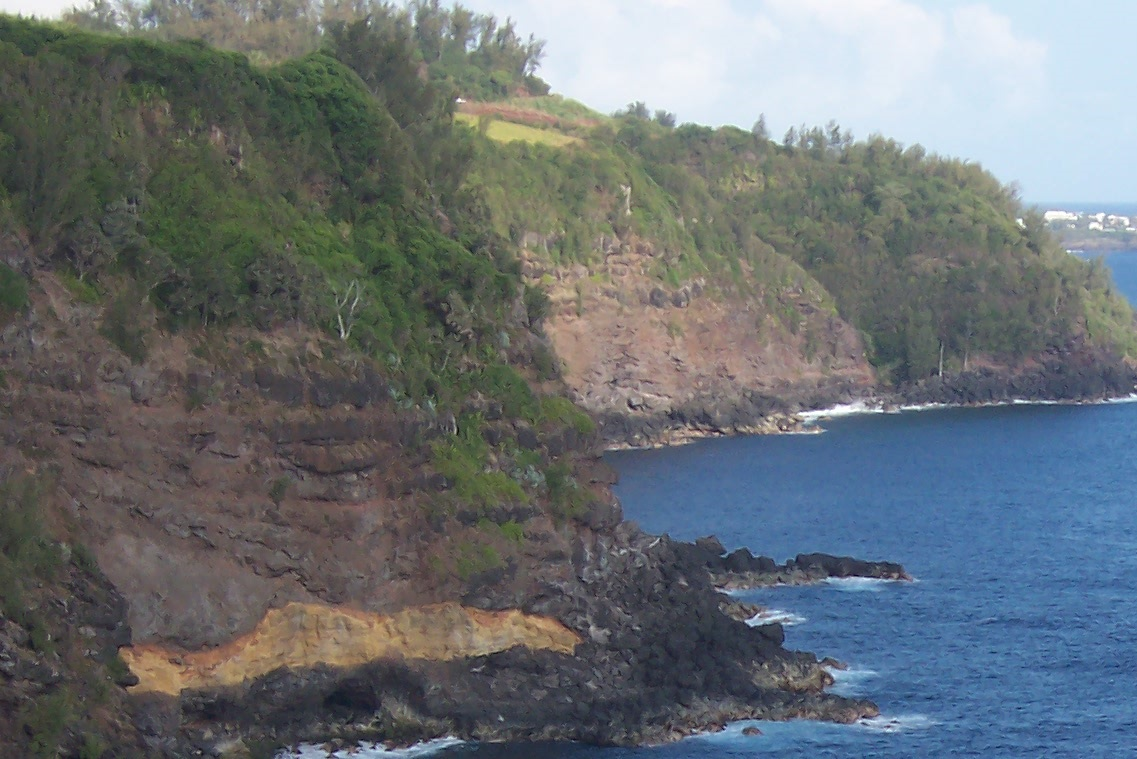
Le déversement des coulées de lave dans l'océan peut s'accompagner d'une réaction explosive qui pulvérise le basalte en minuscules éclats qui ensuite se palagonitisent ; il peut alors en subsister des lentilles de tuf jaune à palagonite intercalées entre les couches de basalte comme ici à Petite-Île à La Réunion.

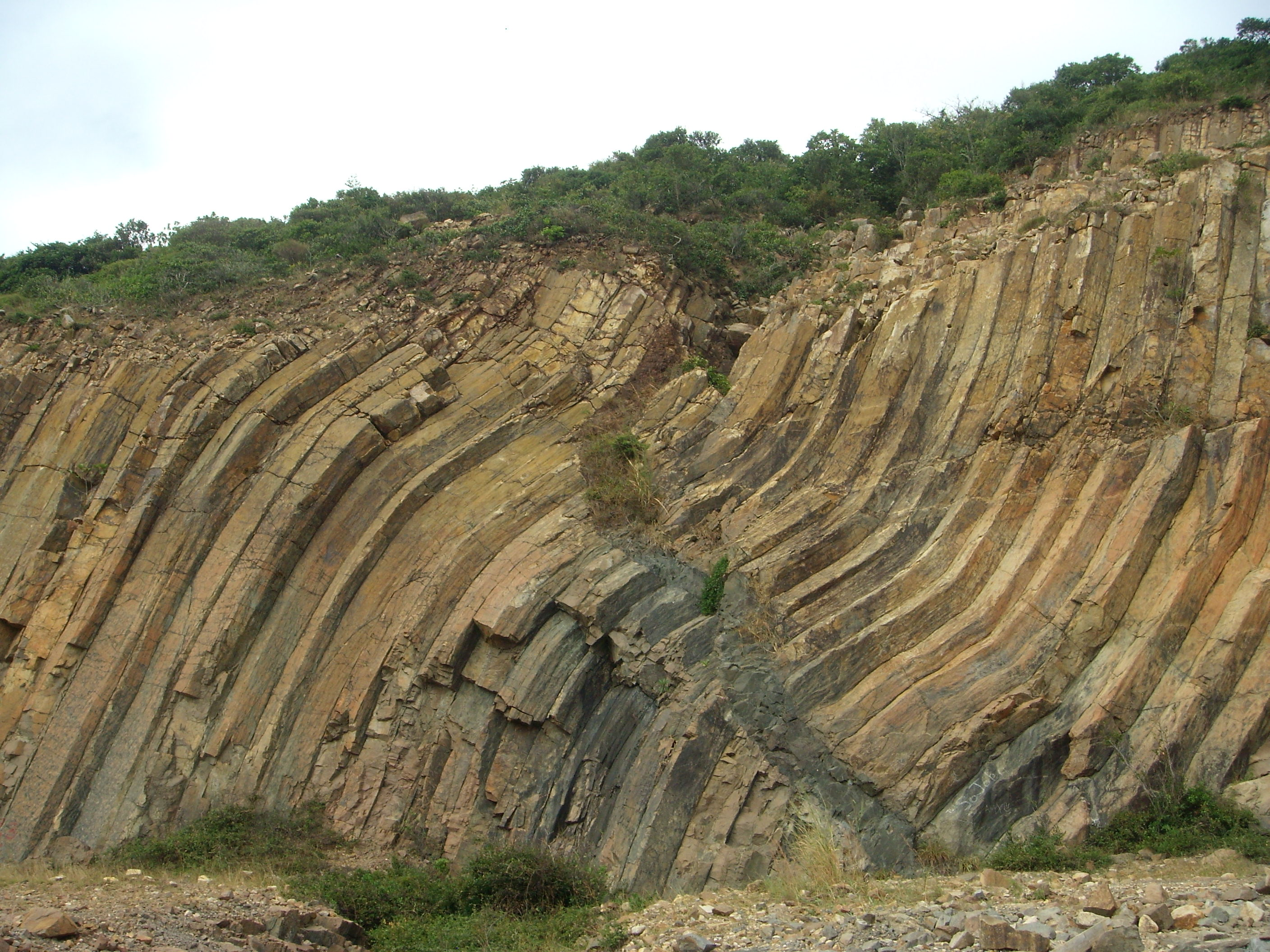
La surface de ces colonnes de basalte massif d'une carrière de Hong Kong montre une altération de type palagonitique sous la forme d'une patine jaune orangé.

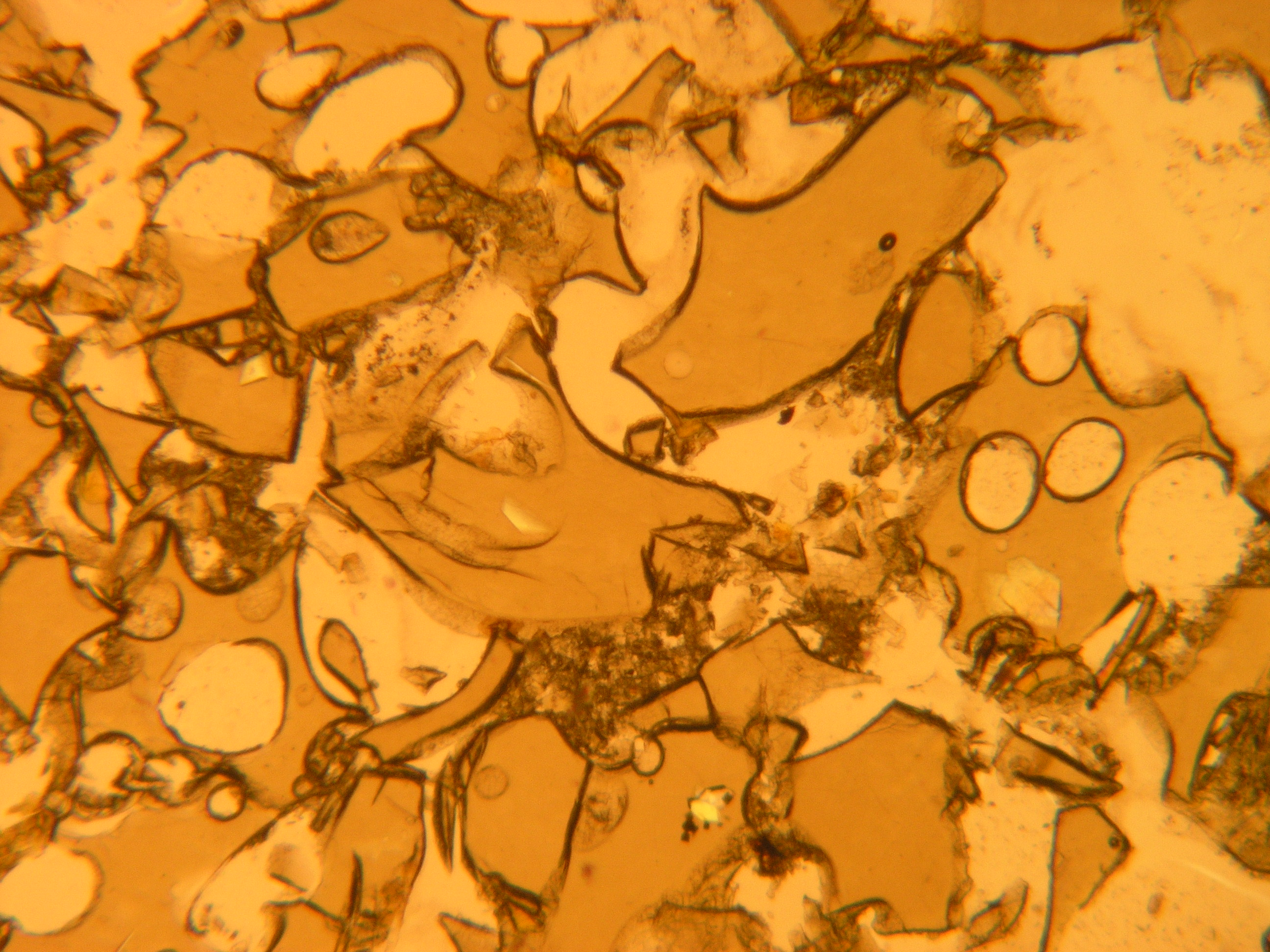
L'observation microscopique d'une hyaloclastite montre que la palagonite forme un enrobage (les lignes sombres) des éclats de verre basaltique.

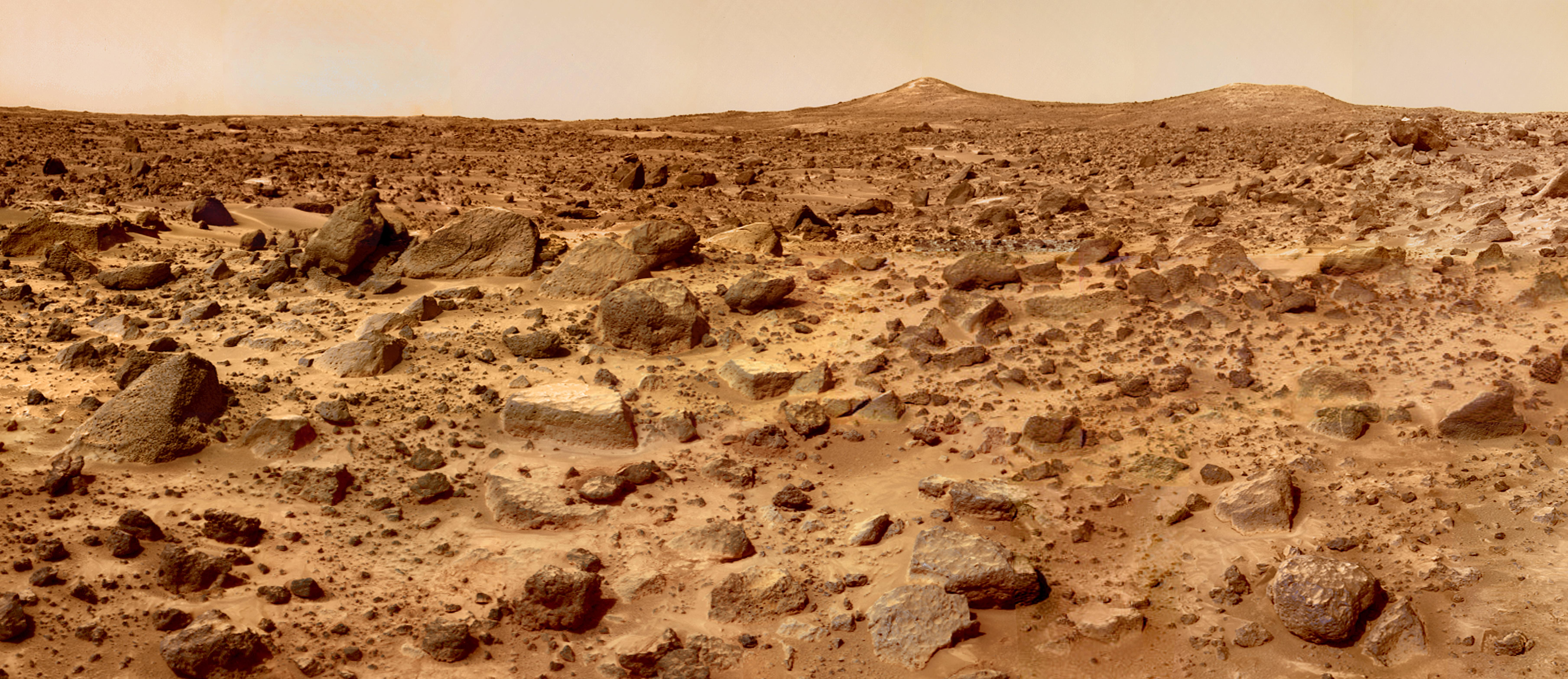
La signature spectroscopique de la poussière à la surface du sol martien est semblable à celle de certaines palagonites terrestres.

La palagonite est un mélange de minéraux produits par l'altération, en interaction avec l'eau, de matériaux volcaniques vitreux de nature basaltique. La couleur, généralement jaunâtre à brunâtre, peut varier du vert au gris. Des argiles et des zéolites sont les principaux composants de la palagonite.
Le nom fut donné par Waltershausen en référence aux formations volcaniques de Palagonia, en Sicile.

## Formation et aspect
Le plus souvent, la palagonite se forme dans un contexte de volcanisme hydromagmatique. Lorsqu'une éruption se produit à la surface de la mer ou d'un lac ou lorsqu'une coulée s'y déverse, le contact brutal entre la lave basaltique chaude et l'eau provoque la vaporisation explosive de l'eau et la pulvérisation de la lave en minuscules fragments vitreux. Ceux-ci en retombant s'accumulent, forment des cônes et s'agrègent en une roche légère tuffeuse. Il s'agit d'une "hyaloclastite", littéralement une roche d'« éclats de verre », dont le composant principal est généralement un sidéromélane. À partir de ce matériau, sous l'effet de l'hydratation, un processus naturel de transformation, la palagonitisation, peut s'enclencher et convertir une partie du sidéromélane en palagonite, un gel de type argileux riche en fer. Ce processus de conversion, accompagné d'une prise de coloration jaune caractéristique, se déroule, selon les conditions de température, sur une à plusieurs années. Le tuf à palagonite ou la hyaloclastite finale forme alors une brèche à matrice de palagonite englobant des micro-particules vitreuses et éventuellement des éléments plus gros de basalte ou de débris de roche encaissante.
La palagonite peut aussi se former par météorisation lente de la lave, résultant en une fine couche jaune-orangé à la surface de la roche.

## Descriptions historiques
Lors de son voyage autour du monde à bord du Beagle, Charles Darwin en arrivant aux îles Galápagos en septembre 1835 décrit les nombreux cônes volcaniques qui parsèment l'archipel. Il porte une attention particulière aux cônes de tuf palagonitique et à leur « beauté symétrique ». Il comprend que ceux-ci se sont formés dans l'eau à cause de leur ouverture systématiquement orientée du côté de la houle dominante mais il pense qu'ils ont été produits par des éruptions de boue et non de lave. Cependant il observe qu'il existe un passage progressif entre des particules scoriacées et la substance jaunâtre, en conclut qu'il s'est produit une mutation chimique mais imagine plutôt que cela s'est opéré par un brassage des laves basaltiques dans les cratères envahis par la mer. 
C'est à l'automne 1840 que Wolfgang Sartorius von Waltershausen entreprend une étude des terrains volcaniques du Val di Noto, la partie sud-est de la Sicile. Dans la publication qu'il achève en 1845 où il rend compte de ses travaux, il décrit en particulier des tufs proches de la ville de Palagonia et donne au minéral qui en forme la matrice le nom de palagonite. En 1846, il se rend en Islande avec Robert Bunsen dans le cadre d'une expédition géologique officielle soutenue par le gouvernement danois. Ils établissent alors la similitude des palagonites d'Islande et de Sicile et leur origine sous-marine.

## Présence martienne
Basé sur des résultats spectroscopiques infra-rouges, le composant fin de palagonite du Mauna Kea a été jugé comme le matériel terrestre le plus proche des propriétés spectrales du nuage martien et est considéré comme similaire en termes de composition et d'origine aux composants de la surface de régolithe de la planète,,. La signature spectroscopique de l'altération de la palagonite sur Mars est considérée comme une preuve de l'existence d'eau sur cette planète.

## Source
1. ↑  (en) Charles Darwin, Journal of researches into the natural history and geology of the countries visited during the voyage of H.M.S. Beagle round the world under the command of Capt. Fitz Roy, Londres, John Murray, 1860 (1re éd. 1839) (lire en ligne), chap. XVII (« Galapagos archipelago »), p. 373
2. ↑  (en) Charles Darwin, Geological observations on the volcanic islands visited during the voyage of H.M.S. Beagle : together with some brief notices of the geology of Australia and the Cape of Good Hope. Being the second part of the geology of the voyage of the Beagle, under the command of Capt. FitzRoy, R.N. during the years 1832 to 1836, Londres, Smith Elder and Co, 1844 (lire en ligne), chap. V (« Galapagos archipelago »), p. 98-108
3. ↑  (de) Wolfgang Sartorius von Waltershausen, « Ueber die Submarinen vulkanischen Ausbrüche in der Tertiär-Formation des Val di Noto : im vergleich mit verwandten Erscheinungen am Aetna », Göttinger Studien, Göttingen, Handenhoeck und Ruprecht,‎ 1845, p. 402 (lire en ligne)
4. ↑  (en) Sir Henry Enfield Roscoe, « Weekly evening meeting, Friday, June 1, 1900 : Bunsen », Notices of the proceedings at the meetings of the members of the royal Institution of Great Britain with abstracts of the discourses delivered at the evening meetings, Londres,‎ 1902, p. 443 (lire en ligne)
5. ↑  (de) Wolfgang Sartorius von Waltershausen, « Physisch-geographische Skizze von Island mit besonderer Rücksicht auf vulkanische Erscheinungen », Göttinger Studien, Göttingen, Handenhoeck und Ruprecht,‎ 1847, p. 85 (lire en ligne)
6. ↑  (en) R.B. Singer, « Minerology of High-Albedo Soils and Dust on Mars », AGU paper 2B1214, J. Geophys. Res. 10, 159-10, 168, 1982
7. ↑  (en) R.B. Singer, T.L. Roush, « Spectral reflectance properties of particulate weathered coatings on rocks: Laboratory modeling and applicability to Mars », Lunar Plan. Sci. Conf. XIV, 708-709, 1983
8. ↑  (en) E.A. Guinness, R.E.  Arvidson, M.A. Dale-Bannister, R.B. Singer, E. A. Brukenthal, « On the Spectral Reflectance Properties of Materials Exposed at the Viking Landing Sites », Proc. 17th Lunar and Planetary Science Conf., Part. 2, J. Geophys. Res. 92, E575-E587, 1987